# Роки хорор шоу (фан-база)
Роки хорор шоу фан-база је културни феномен који окружује велику базу фанова ентузијастичних учесника филма Роки хорор шоу, који се генерално сматра најпознатијим кинематографским "поноћним филмом".

## Историјат и позадина културног феномена
Филм Роки хорор шоу је постигао огроман успјех позоришног мјузикла Роки хорор шоу (мјузикл, позориште) и отворен у Сједињеним Америчким Државама у United Artists Theater Вествуд, Лос Анђелес, 26. септембра 1975. године. Како је позориште било распродато сваке вечери, коришћено је да су се многи људи враћали да погледају филм. Испоставило се да је ово изузетак, а не правило, јер друго у Сједињеним Америчким Државама није добро ишло.‍:25
Филм је затим поново покренут као поноћни филм, који је почео да се приказује у Вејверли театру у Њујорку 1. априла 1976. године‍:26 The Riverside Twin у Остину, Тексас, постао је друга локација на којој је филм приказан. као поноћник. Временом, људи су почели да вичу као одговор на изјаве ликова на екрану. Школски учитељ Louis Farese, Jr., Theresa Krakauskas и Amy Lazarus, који су заједно похађали Вејверли, заслужни су за започињање конвенције о враћању говора на екран, доношењу реквизита и састављању текстова, чија је сврха била забавити једни друге. Нису имали појма да ће на тај начин створити нешто што ће трајати деценијама. Као што је Ејми Лазарус једном рекла, „само покушавамо да се добро проведемо.“ (Оне су углавном укључивале каламбуре или референце на поп културу.) Приказивање филма на Свјетској конвенцији научне фантастике 1976. године проширило је његову славу на нове групе ентузијаста.
Дио пријема публике може бити рекреација на умјетност. Тако се фандом Роки Хорора развио у стандардизовани ритуал. Наступи публике су били сценаристи и активно су обесхрабривали импровизацију, конформистички на сличан начин као и потиснути ликови. Роки Хорор је помогао у обликовању услова транзиције култног филма од артхауса до гринд-хоусе стила. Рано учешће у филму одржало се на оригиналној Вествудској локацији на којој је филм био први пут, а обожаваоци су чули како певају. Обожаватељи Ваверли Тхеатре-а у Њујорку су заслужни за повратне позиве.‍:104 Групе за извођење постале су главна тема на пројекцијама Роки хорора великим дијелом захваљујући истакнутој глумачкој екипи Њујорка. Глумачку екипу су првобитно водили бивши школски учитељ и комичар Сал Пиро и Дори Хартли, једни од неколико извођача у флексибилној, ротирајућој глумачкој екипи која је осликала лик Френка Н. Фуртера, пратећи филм изнад. Према Ј. Хоберману, аутору Поноћних филмова, публика је након пет мјесеци од поноћног приказивања филма почела да виче реплике.[10] Прва особа која је узвикнула ред за учешће публике током пројекције био је Луис Фарез млађи, иначе тих учитељ који је, када је видио да лик Џенет ставља новине преко главе да би се заштитила од кише, викнуо: „Купите кишобран, јефтино је, кучко". Пиро је убрзо помогао у стандардизацији овог самопроглашеног „контра-дијалога“ и поновљен скоро дословно на свакој пројекцији. До те Ноћи вјештица, људи су долазили у костимима и причали назад на екран. До краја 1979. године било је два пута недјељно пројекције у преко 230 позоришта.
Национални клуб фанова почео је 1977. године и спојио се са Међународним клубом фанова; навијачка публикација The Transylvanian штампала је низ бројева. Излазио је полуобичан постер часопис као и службени часопис.
Групе за извођење из области Лос Анђелеса настале су 1977. године у Фокс театру, гдје је Мајкл Волфсон, глумећи Френка, победио на такмичењу ликова, као и на другом у Tiffany Theater на Сансет булевару. Волфсонова група би наступала у свим позориштима у Лос Анđелесу гдје би се приказивала Роки Хорор, укључујући Балбоа театар у Балбои, The Cove на Хермоса Бич и The Sands у Глендејлу, а позвана је да наступи у Sombrero Playhouse у Финиксу, Аризона. У Тифани театру, публика је имала пуну сарадњу са позориштем; локални извођачи су ушли рано и бесплатно. Франк Н. Фуртер за ово позориште је извео трансродни извођач.‍:104–119  Д. Гарет Гафорд, био је без посла 1978. године, покушавајући да прикупи довољно средстава за операцију промјене пола док је викенде проводио наступајући у позоришту Тифани.
У Сан Франциску, Роки хорор би се преселио са једне локације у позориште Странд које се налази у близини Тендерлоина у улици Маркет. Тамошња извођачка група би глумила и изводила скоро цео филм, за разлику од тадашње њујоршке екипе. Глумачка екипа Странда састављена је од бивших чланова групе Беркли, распуштених због мање него ентузијастичног менаџмента. Њиховог Франка Н. Фуртера тумачила је Марни Скофидио која је 1979. године многе старије групе са Берклија превела у Сан Франциско. Међу осталим члановима су били Мишел Ериксон и њена сестра близнакиња Дениз Ериксон, која је глумила Колумбију и Магенту, Кети Долан у улози Џенет и Линда Вудс као Риф Раф. Група Странд је наступила на двије велике конвенције научне фантастике, у Лос Анђелесу и Сан Франциску, и понуђено им је мјесто у Мабухају, локалном панк клубу; па чак и наступао за дјечју телевизију у Аргентини.‍:109–114
Годишње конвенције Роки хорора одржавају се на различитим локацијама у трајању од неколико дана. Тусон, Аризона је био домаћин неколико пута, укључујући 1999. са „Ел Фисхнет Фиеста“, и „Краљице пустиње“ одржане 2006. године. За фанове, Роки хорор је циклус који се понавља, одласка кући и враћања да погледају филм сваког викенда, чинећи праксу ритуалом компулзивне, поновне афирмације заједнице која се пореди са „вјерским догађајем“. Узвраћање позива публике је слично одговорима у цркви током мисе. Роки хорора има глобалну публику и остаје популаран све до 21. вијека, а култура обожаватеља филма косплеј и учешће публике током пројекција поставили су темеље за слично утицајни култ који прати филм Соба Томија Вајзоа (2003).
20th Century Fox, дистрибутер филма Роки хорор шоу, имао је дугогодишњу политику која је већину филмова у својој архиви нудила сваком позоришту које то затражи, дозвољавајући тако старијим филмовима да се приказују у биоскопима много дуже од филмова других студија. Као резултат ове политике, и честих захтјева за филмом, остао је у непрекидном оптицају од његовог објављивања. Компанија Волт Дизни окончала је ову политику када је купила права од 20th Century Fox 2019. године, али је направила изузетак за Роки хорор шоу због његове дуге историје (и, како су коментатори приметили, јер би стављање филма у Дизнијев трезор вероватно изазвало побуна против Дизнија).

## Учешће публике
Филм је стекао популарност због учешћа обожавалаца колико и због било чега другог.‍:36 „Shadow Casts“ фанова који глуме цијели филм испод, или у неким случајевима директно испред платна, скоро увијек су присутни на пројекцијама. У позоришту Странд у Сан Франциску, фанови су дошли да виде добро организовану групу коју координира Грејди Бројлс, која наступа са сценографијама и реквизитима попут професионалне позоришне трупе. У Tiffany Theater на Булевару Сунсет у Лос Анђелесу, међу фановима је била и трансродна особа која је наступала као Френк Н. Фуртер, само неколико блокова даље од Рокси театра гдје је Роки хорор шоу имао свој амерички деби.‍:126–127
Учешће публике такође укључује плес Time Warp (song) уз филм и бацање предмета као што су тост, вода, тоалет папир, виршле и пиринач на одговарајућим мјестима у филму. Многа позоришта забрањују бацање предмета које се тешко чисте. У многим случајевима је уведена потпуна забрана бацања предмета због тешког оштећења филмских платна или захтјева да публика баца предмете горе и назад до сједишта иза себе. Обожаваоци често посећују представе у костимима као ликови. У сада непостојећем позоришту у Њу Орлеансу, локални „Еди“ би се возио својим мотоциклом низ пролаз током пјесме Мит Лоафа/Едие, „Hot Patootie.“‍:120 

## Одазив публике
Током приказивања Роки хорора, ад-либ одговори, познатији као повратни позиви, су ријечи које публика може да узвикне као одговор на догађаје који се дешавају на екрану, као облик учешћа публике. На неким мјестима, чланови публике који дају нетачне или лоше темпиране одговоре могу се наћи љутито извикани као да ометају у нормалном филму. Међутим, креативне нове линије се обично поздрављају, па чак и додају локалном репертоару.  Снимљени су албуми са учешћем публике и објављени сценарији. Међутим, већина обожавалаца сматра да је пожељно да одговори органски расту из локалне културе.‍:102